# أغرافا
أغرافا أو أجرافا أو غير المكتوب (مفرد أغرافون باليونانية، أي غير مكتوب) أقوال لعيسى/يسوع غير موجودة في الأناجيل القانونية. استخدم الكلمة لأول مرة باحث ألماني في 1776.

## تعريف
أغرافا لها ثلاثة شروط:
- يجب أن تكون أقوال وليست نقاشات

الكتابات التي تتحدث عن يسوع ولكن لا تنقل كلامه مثل ديداسكاليا لا تعتبر أغرافا
- يجب أن تكون من أقواله

لا تعتبر الأقوال الموجودة في الأناجيل غير القانونية وفي رسالة المسيح إلى ملك الرها أغرافا
- يجب أن لا تكون في الأناجيل القانونية

لذا الإضافات على أقوال موجودة سابقا في الأناجيل القانونية لا تعتبر أغرافا

## أمثلة عن الأغرافا

### فيالعهد الجديد
أحد أشهر أقوال الأغرافا ما قاله بولص في سفر الأعمال 20: 35
الْغِبْطَةُ فِي الْعَطَاءِ أَكْثَرُ مِمَّا فِي الأَخْذِ!